# Arrondissement di Palaiseau
L'arrondissement di Palaiseau è una suddivisione amministrativa francese, situata nel dipartimento dell'Essonne e nella regione dell'Île-de-France.

## Composizione
L'arrondissement di Palaiseau raggruppa 65 comuni in 19 cantoni:
- cantone di Arpajon, che comprende 10 comuni:
  - Arpajon, Avrainville, Bruyères-le-Châtel, Cheptainville, Égly, Guibeville, Leuville-sur-Orge, La Norville, Ollainville, Saint-Germain-lès-Arpajon
- cantone di Athis-Mons, che comprende 2 comuni:
  - Athis-Mons, Paray-Vieille-Poste
- cantone di Bièvres, che comprende 6 comuni:
  - Bièvres, Saclay, Saint-Aubin, Vauhallan, Verrières-le-Buisson, Villiers-le-Bâcle
- cantone di Brétigny-sur-Orge, che comprende 5 comuni:
  - Brétigny-sur-Orge, Leudeville, Marolles-en-Hurepoix, Le Plessis-Pâté, Saint-Vrain
- cantone di Chilly-Mazarin, che comprende 3 comuni:
  - Chilly-Mazarin, Morangis, Wissous
- cantone di Gif-sur-Yvette, limitato ad 1 comune:
  - Gif-sur-Yvette
- cantone di Juvisy-sur-Orge, che comprende 2 comuni:
  - Juvisy-sur-Orge e Savigny-sur-Orge
- cantone di Limours, che comprende 12 comuni: 
  - Boullay-les-Troux, Briis-sous-Forges, Courson-Monteloup, Fontenay-lès-Briis, Forges-les-Bains, Gometz-la-Ville, Gometz-le-Châtel, Janvry, Limours, Les Molières, Pecqueuse, Vaugrigneuse
- cantone di Longjumeau, che comprende 4 comuni:
  - Épinay-sur-Orge, Longjumeau, Villemoisson-sur-Orge, Villiers-sur-Orge.
- cantone di Massy-Est, limitato a parte del comune di Massy.
- cantone di Massy-Ovest, limitato a parte del comune di Massy.
- cantone di Montlhéry, che comprende 7 comuni:
  - Marcoussis, La Ville-du-Bois, Longpont-sur-Orge, Montlhéry, Linas, Nozay, Saint-Jean-de-Beauregard.
- cantone di Orsay, che comprende 2 comuni:
  - Bures-sur-Yvette, Orsay.
- cantone di Palaiseau, che comprende 2 comuni:
  - Igny, Palaiseau.
- cantone di Sainte-Geneviève-des-Bois, limitato ad 1 comune:
  - Sainte-Geneviève-des-Bois
- cantone di Saint-Michel-sur-Orge, limitato ad 1 comune:
  - Saint-Michel-sur-Orge
- cantone di Savigny-sur-Orge, limitato ad 1 comune:
  - Savigny-sur-Orge
- cantone di Les Ulis, limitato ad 1 comune:
  - Les Ulis
- cantone di Villebon-sur-Yvette, che comprende 5 comuni:
  - Ballainvilliers, Champlan, Saulx-les-Chartreux, Villebon-sur-Yvette, Villejust